# Bernhard I. (Sachsen-Meiningen)

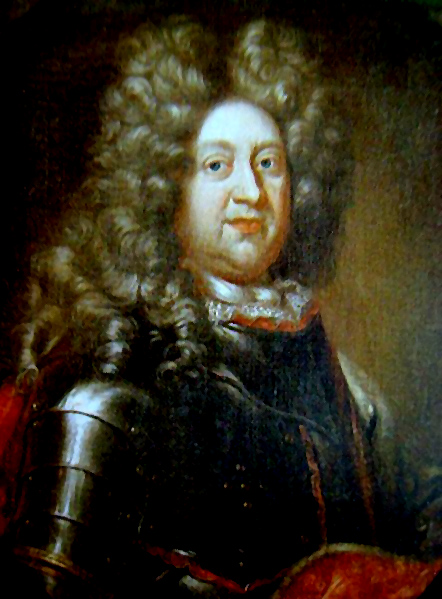
Herzog Bernhard I. von Sachsen-Meiningen

Bernhard I. (* 10. September 1649 in Gotha; † 27. April 1706 in Meiningen), aus der ernestinischen Linie des Hauses Wettin, war der erste Herzog von Sachsen-Meiningen und Begründer des gleichnamigen Fürstenhauses.

## Leben

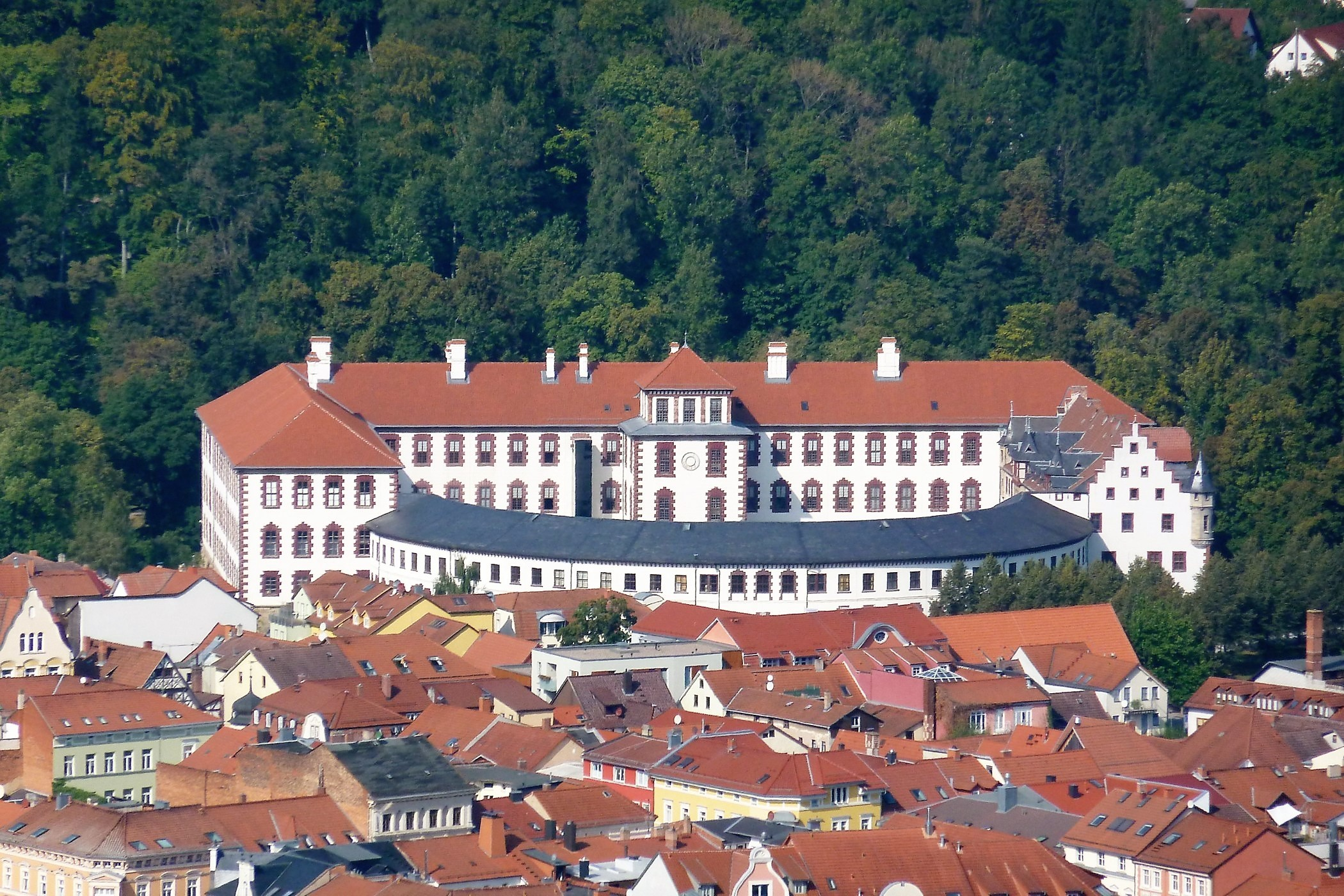
Schloss Elisabethenburg in Meiningen

Bernhard war der dritte der sieben Söhne des Herzogs Ernst I. von Sachsen-Gotha (1601–1675) und dessen Gemahlin Elisabeth Sophia (1619–1680), Tochter des Herzogs Johann Philipp von Sachsen-Altenburg.
Die sieben Söhne Ernst I. regierten nach dem Tod des Vaters 1675 das Land gemeinschaftlich, wie es der Vater verfügt hatte. Bis 1676 hielten sie gemeinsam auf Schloss Friedenstein in Gotha Hof, begaben sich dann aber mit ihren Frauen in diejenigen Orte, aus denen sie ihre Einkünfte bezogen, denn der Vater hatte ihnen Teilfürstentümer („Mutschierungen“) zugeteilt, ohne aber eine reichsrechtliche Landesteilung vorzunehmen. Bernhard begab sich nach Ichtershausen, wo er als Amtssitz das ehemalige Kloster Ichtershausen vorfand, und begann auf dem Klosterareal im Sommer 1677 mit dem Neubau des Schlosses Marienburg, das er nach seiner Gemahlin benannte, die aber noch vor der Vollendung des Schlosses 1680 verstarb.
Der „Gothaer Hauptrezess“ führte 1680 zu einer Landesaufteilung, bei der Bernhard das Fürstentum Sachsen-Meiningen erhielt. Daher bestimmte er nun Meiningen zu seiner Residenz und begann dort umgehend mit einem weiteren Schlossbau, dem Schloss Elisabethenburg, das er nach seiner im folgenden Jahr geehelichten zweiten Gemahlin benannte. Der Schlossbau war 1692 vollendet. 1690 gründete der Herzog die Meininger Hofkapelle und 1692 wurde der Schlosspark Meiningen zunächst als Renaissancegarten angelegt. Die üppige Hofhaltung war der finanziellen Lage kaum angemessen und so entglitt Bernhard die Stabilität im Land schon bald. Der Verkauf von Kammergütern und eine Mehrbelastung der Bevölkerung mit Steuern und Frondiensten waren die Folge. Aber auch seine immensen Ausgaben aufgrund seines Hangs zur Alchemie und zum Militärwesen führten zu vielfachen Beschwerden der Stände.
Bernhard war hochgebildet und schenkte vor allem Themen wie Religion und Schulwesen seine Aufmerksamkeit, wobei er in der Verwaltung des Landes mit Generalvisitationen arbeitete. Außenpolitisch war Bernhards Regierung durch Spannungen und kriegerische Auseinandersetzungen, vornehmlich mit seinen Brüdern, gekennzeichnet.
Von 1699 bis zu seinem Tod war Bernhard der Senior der Ernestiner. Zwar verfügte er testamentarisch die Unteilbarkeit des Landes, doch eine Primogenitur gab es nicht. So regierten Bernhards Söhne nach seinem Tod das Land gemeinschaftlich. Es kam dadurch zu Machtkämpfen und weiterem ökonomischem Verfall des Fürstentums.

## Nachkommen
Aus seiner ersten 1671 geschlossenen Ehe mit Maria Hedwig (1647–1680), Tochter des Landgrafen Georg II. von Hessen-Darmstadt hatte er folgende Kinder:
- Ernst Ludwig I. (1672–1724), Herzog von Sachsen-Meiningen

⚭ 1. 1704 Prinzessin Dorothea Marie von Sachsen-Gotha-Altenburg (1674–1713)
⚭ 2. 1714 Prinzessin Elisabeth Sophie von Brandenburg (1674–1748)
- Bernhard (1673–1694)
- Johann Ernst (1674–1675)
- Marie Elisabeth (*/† 1676)
- Johann Georg (1677–1678)
- Friedrich Wilhelm (1679–1746), Herzog von Sachsen-Meiningen
- Georg Ernst (1680–1699)

Aus seiner zweiten 1681 geschlossenen Ehe mit Elisabeth Eleonore (1658–1729), Tochter des Herzog Anton Ulrich von Braunschweig-Wolfenbüttel verw. Mecklenburg-Schwerin, gingen folgende Kinder hervor:
- Elisabeth Ernestine (1681–1766), Äbtissin von Gandersheim 1713
- Eleonore Friederike (1683–1739), Kanonisse in Gandersheim
- Anton August (*/† 1684)
- Wilhelmine Luise (1686–1753)

⚭ Herzog Karl von Württemberg-Bernstadt (1682–1745)
- Anton Ulrich (1687–1763), Herzog von Sachsen-Meiningen

⚭ 1. 1711 Philippine Elisabeth Cäsar (1686–1744)
⚭ 2. 1750 Prinzessin Charlotte Amalie von Hessen-Philippsthal (1730–1801)